# Sean Waltman
Sean Michael Waltman (n. 13 iulie 1972) este un wrestler american, cunoscut mai ales pentru evoluțiile sale din federațiile World Wrestling Federation (sub numele de ring de 1-2-3 Kid), World Championship Wrestling (sub numele de ring de Syxx) și Total Nonstop Action Wrestling (sub numele de ring Syxx-Pac).A izbucnit în lupte în World Wrestling Federation, cunoscut apoi ca The Kid Lighting. El este, de asemenea, un membru al grupului de elită de luptători cunoscut sub numele de Clique.Grup care este format din Kevin Nash, Scott Hall, Triple H, Justin Credible, și Shawn Michaels sunt cei mai buni prieteni și în afară din ring. Ca X-Pac, el este lider al factorului X, care este compusă de el, Albert, și Justin Credible. El a fost unul dintre luptătorii întâi la scară mică pentru a obține vreodată o pauză mare în WWF.
După plecarea din TNA din ianuarie 2006, Waltman a evoluat în circuite independente de wrestling, folosind atât numele său real, cât și numele de 6-Pac. A avut de asemenea un contract cu postul MTV pentru emisiunea Wrestling Society X.
A fost campion pe echipe în wwf cu Kane(2).